# Kay Redfield Jamison

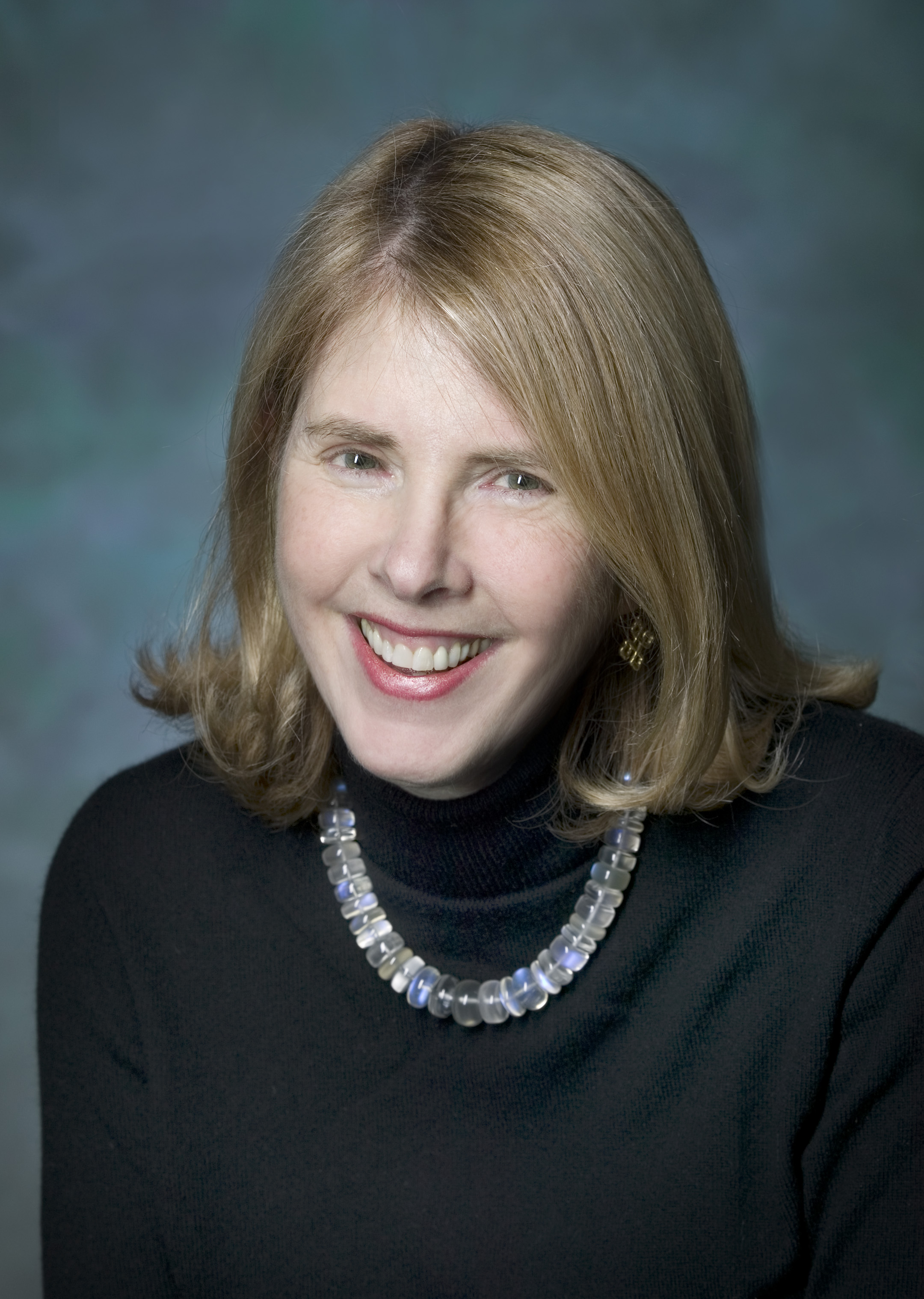
Kay Redfield Jamison

Kay Redfield Jamison (* 22. Juni 1946) ist eine US-amerikanische Psychologin, Psychiatrieprofessorin und Autorin mehrerer Bücher über die bipolare Störung, an der sie selbst leidet.

## Leben und Wirken
Jamison unterrichtet Psychiatrie an der Johns Hopkins University School of Medicine und ist Ehrenprofessorin für Englisch an der Universität St Andrews. Jamison promovierte in Psychologie an der University of California, Los Angeles und wurde für den Titel Best Doctors in the United States nominiert. Die Zeitschrift Time wählte sie zu Hero of Medicine.
In ihren Werken setzt sie sich oft mit dem Thema Suizid auseinander. Sie selbst unternahm im Alter von 28 Jahren einen Suizidversuch, indem sie versuchte, sich mit einer Überdosis von Lithium zu vergiften.
Ihr Hauptwerk Manisch-Depressive Krankheit, das sie zusammen mit Frederick K. Goodwin schrieb, gilt als Grundwerk über diese psychische Störung.
In Meine ruhelose Seele beschreibt sie ihren eigenen Werdegang und persönlichen Umgang mit der bipolaren Störung.
Kay Redfield Jamison ist die Schirmherrin der deutschen Homepage BipolArt, die kreative Werke psychisch Erkrankter veröffentlicht, um auf diese Weise gegen die Diskriminierung dieser Leute zu kämpfen.
2001 war sie MacArthur Fellow. 2013 erhielt sie den Lewis-Thomas-Preis, 2015 wurde sie in die American Academy of Arts and Sciences gewählt.

## Schriften (Auswahl)
- An Unquiet Mind. Vintage Books, New York 1995, ISBN 0-679-76330-9 (Autobiografie).
  - Meine ruhelose Seele. Die Geschichte einer manischen Depression. Goldmann-Verlag, München 1999, ISBN 3-442-15030-2.
- Manic-Depressive Illness. OUP, New York 1990, ISBN 0-19-503934-3 (zusammen mit Frederick K. Goodwin).
- Touched with Fire. Manic-Depressive Illness and the Artistic Temperament. Free Press, New York 1993, ISBN 0-684-83183-X (mit einer Studie über George Gordon Byron).
- Night Falls Fast. Understanding Suicide. Vintage Books, New York 1999, ISBN 0-375-70147-8.
  - Wenn es dunkel wird. Zum Verständnis des Selbstmordes. BTV, Berliner Taschenbuch Verlag, Berlin 2002, ISBN 3-8333-0232-1.
- Exuberance. The Passion for Life. 4. Aufl. Knopf, New York 200, ISBN 0-375-40144-X (EA New York 2004).